# Hemiteles politus
Hemiteles politus là một loài tò vò trong họ Ichneumonidae.